# Pectus

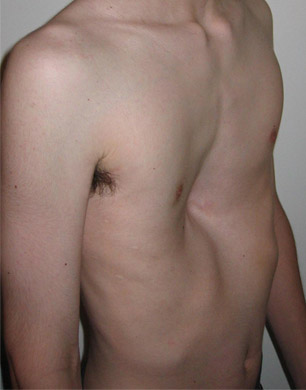
Pectus excavatum

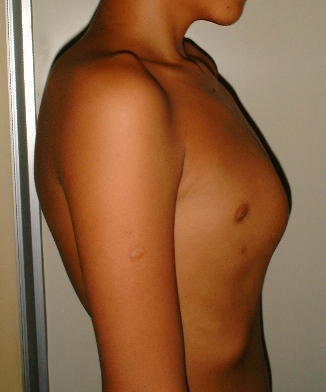
Pectus carinatum

Pectus (ook wel trechterborst genoemd) is een vergroeiing van het borstbeen die zowel bij mens als bij dier voorkomt.

## Soorten pectus
Pectus komt in twee vormen voor. Pectus excavatum (PE) en pectus carinatum zijn aangeboren afwijkingen, waarbij een teveel aan ribkraakbeen ervoor zorgt dat het borstbeen ofwel naar binnen of naar buiten geduwd wordt en de borstkas er daardoor afwijkend uitziet. Bij pectus excavatum wat ook wel trechterborst of schoenmakersborst genoemd wordt is het borstbeen ingevallen.
Pectus carinatum of kippenborst is daar het tegengestelde van. Bij pectus carinatum staat het borstbeen naar buiten.
Beide soorten van pectus komen ook weer in verschillende variaties voor. Bij de één valt het nauwelijks op terwijl het bij een ander erg op kan vallen. Bij een ernstige vorm van pectus excavatum kan er zelfs nog maar een paar centimeter tussen het borstbeen en wervelkolom zitten. Ook kan het borstbeen gedraaid zijn. Vaak is er ook sprake van een scoliose (zijkromming van de rug) of van een slechte houding (naar voren ‘hangende’ schouders). De slechte houding wordt niet veroorzaakt door een afwijkende bouw van de ribben of ruggenwervel.
Doordat pectus een afwijking van de borstkas is, ontstaan bij veel vrouwen afwijkingen van de borsten, zoals asymmetrie tussen de linker en rechterhelft, achterblijvende groei en naar binnen wijzende tepels.
Pectus komt bij één tot acht op de duizend mensen voor. Pectus komt voor het grootste deel voor onder blanke mensen. Ook komt het meer bij mannen dan bij vrouwen voor. De verhouding is ongeveer 3:1. Pectus excavatum komt veel vaker voor dan pectus carinatum. In ongeveer 90% van de gevallen is er sprake van pectus excavatum en in 5 tot 7% van de gevallen is er sprake van pectus carinatum. De overige procenten hebben andere afwijkingen.

## Ontstaan van pectus
Algemeen wordt aangenomen dat de vervorming komt door een te sterke groei van het ribkraakbeen, maar de oorzaak hiervan is tot nu toe nog onbekend. Hierdoor wordt bij pectus excavatum het onderste deel van het borstbeen (sternum) naar binnen gebogen, waardoor de trechtervorm ontstaat. Door de overmatige groei van het ribkraakbeen steekt de onderkant van de ribbenkast wat naar voren, en vormt zo de kenmerkende "vleugels". Bij de pectus carinatum wordt het sternum naar buiten gebogen, waardoor de typische kippenborst ontstaat.
Bij ongeveer 80% van de gevallen wordt de afwijking binnen de eerste twee levensjaren ontdekt. Een verergering van de afwijking ontstaat tijdens de groeispurt in de puberteit. Omdat in de puberteit de borstkas vaak opvallend verandert, worden mensen met pectus meestal pas dan onder de aandacht van medische specialisten gebracht. Op deze ‘kwetsbare’ leeftijd ontstaan vaak problemen met het zelfvertrouwen en het zelfbeeld. Soms leidt dit tot psychische problemen op volwassen leeftijd.
In 35-45% van de gevallen komt de pectus bij meerdere familieleden voor. Mogelijk speelt een erfelijke aanleg een rol bij het ontstaan van een pectus, hoewel dit nog niet met zekerheid is aangetoond. Pectus misvormingen komen voor bij erfelijke ziekte van het bindweefsel zoals het syndroom van Ehlers-Danlos, het syndroom van Marfan en het syndroom van Poland.

## Gevolgen voor het lichaam
Bij een ernstige pectus excavatum wordt het hart vaak naar de linkerkant van de borst verplaatst. De gevolgen van pectus zijn vaak niet duidelijk totdat de persoon aan atletische of hoge inspanningsactiviteiten deelneemt. Hoewel door de ingedeukte borstkas (PE) longen en hart minder ruimte hebben, hoeft dat niet meteen te betekenen dat er ook klachten ontstaan. Vaak zijn er, ook bij sterke misvormingen, vrijwel geen lichamelijke klachten. Personen met pectus klagen wel vaker over snelle vermoeidheid, een daling van het uithoudingsvermogen en kortademigheid bij zware inspanning (67%). Frequente luchtweginfecties (32%), pijn op de borst(8%) en astma (7%) worden ook vermeld. Bij de meer ernstige vormen van PE zijn klachten van ernstige kortademigheid en hartproblemen zoals hartbonzen (palpitaties) en onregelmatigheid van het hartritme geen uitzondering. In dat geval wordt vaak de rechterhelft van het hart ingedrukt (cardiocompressie) door het naar binnen buigende borstbeen. Recente medische publicaties tonen aan dat er dan sprake is van een aandoening van hart en bloedvaten (cardiovasculaire ziekte).
Een verminderde longfunctie ten opzichte van personen zonder de afwijking is tot nu toe niet overtuigend aangetoond.
Bij 20 tot 60% van de personen met PE komen in mindere of meerdere mate problemen met hartkleppen voor. Het gaat daarbij voornamelijk om de kleppen tussen de linker kamer en de linker boezem van het hart. Omdat het hart wordt ingedrukt of naar links verplaatst of enigszins gedraaid, vervormt het hart en sluiten de genoemde kleppen niet goed. De eerder genoemde symptomen zoals kortademigheid, palpitaties en hartritmestoornis kunnen ook hierdoor veroorzaakt worden. Bij het luisteren naar het hart wordt vaak een ‘hartruis’ geconstateerd.

## Gevolgen voor het uiterlijk
Omdat in de puberteit de borstkas vaak opvallend verandert, is dit een ‘kwetsbare’ leeftijd die vaak problemen met zich meebrengt met betrekking tot het zelfvertrouwen en het zelfbeeld. Psychische problemen met betrekking tot het uiterlijk kunnen iemand tot ver in de volwassenheid hinderen. Sommigen hebben geen enkel probleem met de vorm van hun borstkas, voor anderen levert het echter een negatief zelfbeeld en laag zelfvertrouwen op. Ze worden liever met een shirt aan gezien dan zonder tijdens bijvoorbeeld zwemmen, sporten en sociale activiteiten. Dit is de klacht die artsen het vaakst horen. In feite kan een pectus misvorming alle gebieden van het leven beïnvloeden.

## Problemen bij tieners en jonge volwassenen
De puberteit is de moeilijkste leeftijd voor het hebben van een misvorming. Daarom hebben veel tieners met pectus er ook last van. Het belang van goedkeuring van vrienden en vriendinnen, het in het openbaar tonen van een bloot bovenlijf en een overdreven waarneming van lichaamsbouw kan voor veel problemen zorgen. Veel tieners denken dat iedereen hun lichaam ziet zoals zij het zien, terwijl dit niet altijd het geval is. Voor sommige tieners speelt het afwijkende uiterlijk meestal de hoofdrol en worden eventuele lichamelijke klachten voor lief genomen. Anderen geven daarentegen niet zoveel om eventuele goedkeuring van hun uiterlijk, maar ondervinden toch ernstige hinder door de aandoening aangezien een pectus excavatum ook kan zorgen voor bijvoorbeeld een verminderde longcapaciteit, waardoor deze jongeren minder goed in staat zijn om mee te doen aan intensievere/aerobische sportieve activiteiten. (Duiken kan bijvoorbeeld totaal onmogelijk zijn terwijl dingen als hardlopen veel meer moeite vereisen.) Het komt vaker voor bij jongens dan bij meisjes.

## Problemen bij oudere volwassenen en senioren
Pas de laatste tien jaar is duidelijk geworden, dat bij 35-plussers en juist ook bij senioren de lichamelijke klachten van een pectus excavatum een belangrijke rol kunnen gaan spelen. Het blijkt dat zelfs een matige trechterborst in toenemende mate klachten kan gaan veroorzaken bij het ouder worden: kortademigheid, vermoeidheid, hartkloppingen en hartritmestoornis, pijn op de borst. Kenmerkend is dat de klachten duidelijk verergeren bij een bukkende houding of bij druk op de bovenbuik. Verkleining van de ruimte in de borstkas, waardoor de druk van het borstbeen op het hart toeneemt, is hier mogelijk de oorzaak van. De klachten nemen af bij het opheffen van het hoofd en strekken van de rug. De kortademigheid wordt ervaren als een belemmering bij het inademen. Veel van deze klachten verdwijnen na een thoraxcorrectie, waarbij tegenwoordig de voorkeur uitgaat naar de techniek volgens Nuss. Hierbij wordt via thoracoscopie een C-vormige baar in nikkel onder de thoraxwand geschoven. Het totale risico van deze ingreep is nauwelijks groter dan dat van de anesthesie. Een alternatief is de open procedure van Ravitch.